# Уильям I (граф Росс)
Уильям I, 2-й граф Росс (англ. William I, Earl of Ross; умер в мае 1274 года) — шотландский дворянин, правитель провинции Росс в Северной Шотландии (1251—1274).

## Биография
Сын и наследник Ферхада, 1-го графа (мормэра) Росса (1223—1251). Впервые Уильям упоминается в начале 1232 года, в качестве свидетеля грамоты как сын Ферхада, графа Росса.
Около 1251 года после смерти своего отца Ферхада Уильям унаследовал графство Росс. Он сыграл роль первопроходца в шотландском отвоевании Гебридских островов, находившихся под властью Норвегии. Действительно, во многих отношениях он может рассматриваться как подстрекатель шотландской агрессии. «Сага о Хаконе Хаконарсоне» сообщает, что в 1262 году граф Росс вместе с другими шотландцами напал и разорил остров Скай, сжигая города и церкви, убивая мужчин и женщин.
Нападения Уильяма на норвежские владения (Гебриды) вызвали гнев норвежского короля Хакона, который запланировал карательную экспедицию против графа Росса. После ратификации Пертского договора 1266 года между Шотландией и Норвегией Гебридские острова перешли под власть короля Шотландии Александра III. Уильям, граф Росс, получил в награду от шотландского монарха острова Скай и Льюис.
Уильям, граф Росс, был женат на Джоан Комин, дочери Уильяма Комина, графа Бьюкена (1163—1233). У супругов был один сын, Уильям, который сменил его в качестве графа.